# Tuhi Jongkat
Tuhi Jongkat is een bestuurslaag in het regentschap Aceh Tenggara van de provincie Atjeh, Indonesië. Tuhi Jongkat telt 306 inwoners (volkstelling 2010).